# Los papeleros
Los papeleros es una obra de teatro chilena escrita en 1962 por la exponente dramaturga Isidora Aguirre y musicalizada por Gustavo Becerra. Posteriormente publicada en 1963 por la biblioteca nacional en sus ediciones de la revista “Mapocho”.   Está ambientada en comedia musical, en las que muchos personajes cantan en esta obra.
Las primeras décadas del siglo XX (años sesenta) en las periferia de Santiago, Chile. Aguirre quería retratar la realidad de la miseria, la explotación y la desigualdad en el que su contexto histórico y cultural,  de esos años lo cual manifestó una instancia crítica en la historia de Chile.  Integra ideas de socialismo por lo que nace la necesidad de unir para contribuir una fuerza en la cual se buscó el progreso social y personal sobre principios, inicialmente el deber de la madre proteger y ayudar a sus hijos otorgando una educación como instrumento de progreso.Recibió el Premio Municipal de Literatura de Santiago en 1964.  

## Argumento

### Verso de introducción
“Esta es la historia de la escoria del hombre y del hombre en la escoria…esta es la historia absurda como absurda es la ley; que hayan quienes mal vivan para que otros vivan bien”  entendiendo la  diversidad en la que se vive en la actualidad de esa época, donde la justicia, hasta hoy, no es más que injusticia, la misma desde hace muchos años, y es que así mismo, es como ya nadie quiere luchar porque el pobre sigue pobre y el rico sigue avanzando y que ante la ley, seguirá manteniéndose de esa forma.

### Escena 1: Oficio del papelero
Julio Galdames se dirige al público explicando el significado real de “papelero” como los recuperadores de basura, aludiendo que no es un trabajo muy digno, pero sí es honrado, donde requiere esfuerzo para finalmente recibir lo más mínimo de “dinero” encontrando míseras de papel, cartón, plástico, diario e incluso comida en el cual para ellos todo es oportunidad de ganancia y así obtener siquiera algo pequeño para comer  o tal vez una caja de vino para el frío.

Por tu vida no te metáis en los papeles, aunque andis con hambre y urgido, mira que esto se pega. A mí ya me agarro el oficio. Tengo la marca del gremio (p.4)
Isidora Aguirre

Con todas esas descripciones se hace más fácil poder descifrar aquel escenario. Y algo muy banal que pasa hasta el día de hoy con aquellos que aún se dedican a la recolecta de basura, son los vecinos (que tienen espacio físico donde vivir decentemente) que no logran lidiar con ese oficio, la paciencia de ambas partes es un tanto “corto de mecha” o  simplemente nula. La gente corriente se queja de los desórdenes tratándolos de mugrientos, donde el recolector tiene dos opciones: se da el tiempo de explicar que es lo que realmente hace o simplemente se muerde la lengua e ignora los malos tratos.

### Escena 2: el negocio de los vinos
“Iñora Pina” es dueña de una cantina, donde los papeleros van luego de concluir su día laboral en el basural. Siempre están LOS PERSONAJES DE CANTINA: Borracho durmiente, el porfiado, el predicador, y el aterrizado entre otros. Generalmente se reúnen allí, para discutir sobre las falencias y derechos que no les ha cumplido el jefe.

y ustedes tan conformes…al conformarnos, compañeros, le estamos dando la razón al pulpo que nos explota!...siempre va a haber explotadores mientras haya gente que se deje explotar (p.62)
Isidora Aguirre

Pero al rato ya se les olvida y comienzan a reflexionar de sí mismos en medio de la ebriedad. Lugares así son frecuentados por hombres generalmente y cómo podríamos deducir, que una mujer sea dueña de ese local y más aún, sea atendido por ella misma, Iñora Pina debe tener un empoderamiento innato, un input desarrollado para que nadie le falte el respeto e incluso saber qué es lo que le espera si se atreve a hacerlo. Como es comúnmente denominado en Chile, una mujer Chora.

### Escena 3: La guatona Romilia
Romilia y su pareja “el Pinto” se encuentra en la cantina, donde ella comienza a increparlo, ya que este le robó unos ahorros que tenía para poder comprar un par de chancletas usadas, porque las que tenía,  ya estaban extremadamente gastadas. Por lo general Romilia es una mujer fuerte, bien noble e inteligente pero cuando le juegan chueco, saca sus garras y es totalmente irreconocible.

Con qué fin vivir soñando que la vida va a cambiar, mejor estarse sosega’os que harto cansa patalear. A los que andan con andrajos, ya ni Dios los favorece, la miseria a los de abajo nos ha vuelto muy herejes (p.68)
Isidora Aguirre

El Pinto por otro lado no le da en absoluta importancia que Romilia este furiosa por haber sacado su dinero, siempre está borracho y es que no le importa ni así mismo pero lo que sí, pierde bastante humildad y caballería también por menospreciar a quien como pareja, siendo que si no fuese por aquella mujer, él ni siquiera comería, denominado sutilmente “Cafiche” mantenido por una mujer. Por lo visto, las mujeres son las que toman siempre las riendas de cada situación, ya que el resto (en su mayoría) simplemente se ocupa de recolectar, beber y perder la cordura.

### Escena 4: El tigre aprende un oficio
El tigre, hijo de Romilia, se rehusaba a ser cartonero ya que era un oficio muy pobre para él del cual finalmente no se ganaba nada de dinero y mucho menos algo para comer, por lo que decidió robar;

Si mi hijo aprendió  costumbres no es culpa de él, culpa de la madre, que por apartarlo no lo supo aconsejar…¿Lo iría a traer a este sucucho insalubre?, al tener casa decente otro gallo cantaría (p.76)
Isidora Aguirre

eso traía, al menos, esperanza de tener algo de dinero seguro y rápido, y en ese entonces, ya tenía un plan de robar un reloj de oro a una doméstica que le trabajaba a una familia adinerada. Entre el asalto aparece “Mocha” una niña de 14 años con un bebe que no era de ella, al presenciar terrible acto de robo, de alguna u otra forma, quiso llamar la atención de la empleada doméstica y en cuanto pudo, la ayudó a que arrancara. Luego de frustrar aquel asalto, El Tigre inmediatamente se acerca a Mocha a pedir explicación alguna del por qué hizo todo eso.

### Escena 5: El mitin de la romilia
Romilia reúne a todo el basural a un mitin (reunión) por la madrugada (ella claramente tenía un gran poder frente al basural, ya que es la más crítica entre todos y al enviudar ejerce un poder  que antes jamás lo tuvo) y establecer los puntos débiles ante cada situación que se presente por cada uno de sus compañeros, dicho esto, hacen el intento de desencadenar una organización estilo “sindicato” para alabar sus derechos y peticiones, pero la mayoría (hombres) no hacen más que criticar y no aportan en ideas. No apoyan la causa que se les ofrece para un bien común. Siendo que sin ella, no podrían considerar una organización de ese tipo, la gran mayoría con problemas dentro del sitio del basural, no tendría voz ni voto frente a las injusticias presentadas por el Jefe.  Uno a uno sus compañeros daban marcha atrás, sin más importancia ante lo que Romilia intentaba explicar y convencer de ejercer una lucha. 

un pobre solo es como si na’. Pero donde se  juntan cinco, diez, veinte, ¡cien pobres juntos! Ahí ya el rico lo tiene que pensar, o no?, compañeros, me aflige verlos callar (p.78)
Isidora Aguirre

Finalmente solo unos pocos quedaron para ser parte del mitin en la que con sus entrañas intentaran poner fin a tanta injusticias que los involucra.

### Escena 6: El pobre presenta reclamo al rico
Cinco personajes deciden concretar una reunión de la que Romilia les estaba ofreciendo, solo unos pocos están conscientes realmente de los problemas, que a todos les afecta pero quienes quedaron son lo que quieren defender sus derechos y de la forma más pacífica, el cual consistía en ir a la casa del jefe a proponer sus deficiencias a cambio de que les ayudara a tener un mejor vivir. Pero el jefe no hace más que caso omiso a sus peticiones ya que casi el total de todos quienes poblaban aquel recinto, son “desordenados e inconscientes por doquier” y que cualquier beneficio que les brinda, no dura más de un día, entonces remarca que solo sería pérdida de tiempo y una muy mala inversión hacia ellos. 

Con lo que gano aquí, no me alcanza ni para el pago de los impuestos…Los viera yo con las tremendas responsabilidades que tiene el propietario… porque en este país no hay facilidad para nada. No hay estimulo ninguno para el que quiere contribuir al progreso (p.80)
Isidora Aguirre

Y les recalca que con lo que les ofrece, deberían estar muy bien agradecidos, ya que en primer lugar, el terreno no es de ellos y en segundo, les está dando la oportunidad de vivir allí. Con eso ya es suficiente.

### Escena 7: La Mocha y su guacho
La mocha había decidido entregar al niño que tenía a su cuidado (el tigre la obligó) a una casa de huérfanos, pero finalmente no lo hizo porque a ese pobre bebe ya le haya tomado un cariño, casi como si fuese suyo.

“No pude, Tigrito. No pude, te vas a tener que ir solo a San Carlos. Nunca me he separado del Lucho y es como…si me fueran a cortar los brazos” (p.83)
Isidora Aguirre

El tigre tenía planes de irse al sur con ella y así poder empezar una vida juntos, lejos del basural, con más opciones de no estar en pobreza, ya que en el sur, tenía familia con un hogar pero que solo fuesen ellos dos, pero ya que son 3 ahora, decidieron ir al basural para poder ahorrar dinero y así, cuando tengan algo el cual puedan mantenerse firme los 3 partir rumbo al sur a hacer una vida más decente esta vez por lo que el tigre debe dejar de robar y obtener dinero para abastecerse de alguna forma y así subsistir los tres como familia.        

### Escena 8: Fiestas patrias en el basural
Llegó el día de celebrar fiestas patrias y El basural endieciochado en absoluto, decorado totalmente (es bien común que en lugares paupérrimos en días de festividades se vean muy emocionados y motivados para celebrar, pese a sus condiciones económicas). Se presenta Rigoberta (una compañera más del basural) recitando su creación “a mi bandera” dedicándole hermosa poesía a su patria y todo lo que significa su singular y flameante bandera y luego de culminar su presentación, sin sutileza, Julio Galdames comienza con el coqueteo de forma muy demostrativa. El jefe (patrón) les regala un cordero para que disfruten las fiestas y lo aprovechen con demasía, solo con la condición que no quiere ver muertitos (borrachos) por la mañana. Romilia salta desconcertada ante el “maravilloso” recibimiento de sus “fieles compañeros” hacia aquel cordero, 

“Así es que el Futre (jefe) nos quiere comprar con dos chuicos y un cordero…¡Bien barato nos quiere comprar! Se ríe de nosotros cuando vamos a pedirle lo que es justo y ahora viene a taparnos la boca con regalos” (P.86)
Isidora Aguirre

dándoles con más razones aún, que se conforman con tan poco.

### Escena 9: Los pobres quedan más pobres
Romilia llena de ira a causa de sus compañeros al sentirse tan feliz con un animal asado que no les durara más que apenas un día, prende fuego al basural, a modo de manifestación para que vean que no están conformes con lo que viven, no es tanto lo que se pierde, más bien, es nada lo que tienen. 

“¿No se acobardaron de pelear los sitios por miedo a perder sus chozas mugrientas? Ahora no tienen na’; obligados a pelear” (p.91)
Isidora Aguirre

Es la oportunidad justa para hacer “huelga” y pedir un mejor vivir en ese basural como un mínimo de derecho, vivir decente, eso es lo que quieren. Pero el patrón se hace presente a través de un parlante exclamando que vuelvan a trabajar y que se premiará al que hace “tarea doble”. El Rucio en conjunto con Romilia, trata de abrir los ojos a sus compañeros y hacerles entender que no crean en falsas promesas puesto que el jefe cuando promete algún bien hacia ellos, siempre termina engañándolos, entonces como última fuerza de poder hacia el jefe, es que se tomaran los sitios, pero sin apoyo de una mayoría es imposible poder lograr una lucha  y por quienes no hacen nada para seguir sus sueños es entonces que los pobres quedan aún más pobres.

## Recepción crítica
Esta obra se basó en hechos reales y ha sido escrita a partir de un trabajo de investigación de forma particular. Aguirre entrevistó a quienes se dedicaban al oficio de papelero en la que recaudó más de 40 conversaciones de quienes dedicaban ese rubro. Además, la autora puso en práctica los principios del teatro épico o Brechtiano (referente a la realidad) que entonces se difundían en el país y que se orientaba a incentivar el análisis crítico del espectador respecto de su entorno, mediante distintos recursos de distanciamiento (carteles anunciando los actos, narración, música).  Siendo este el resultado de una búsqueda por desarrollar y presentaron una crítica a la injusticia social y a las precarias condiciones de la marginalidad urbana. 

En vista de lo social, cultural y económico de esta obra, el texto representa la ideología y teatral de aquella época (años 60) que revela una instancia critica de la historia de Chile. Apoyada en la educación de sectores marginales y la adquisición de conciencia del poder político en el que surge un ideal común y su notoria participación de la mujer en el liderazgo político.
Juan Villegas

En el contexto del teatro chileno de los sesenta, Los papeleros se aparta radicalmente del escapismo burgués y los juegos psicológicos de las clases medias que caracterizaba la escena nacional, para inscribir una obra que plantea frontalmente las condiciones de pobreza y las estructuras de poder que la sustentan, a través de una estética teatral renovadora que fuerza a las audiencias de los sectores medios a reflexionar sobre el rol que les compete en la perpetuación de esas estructuras.
Alicia del Campo

## Representaciones en otros países

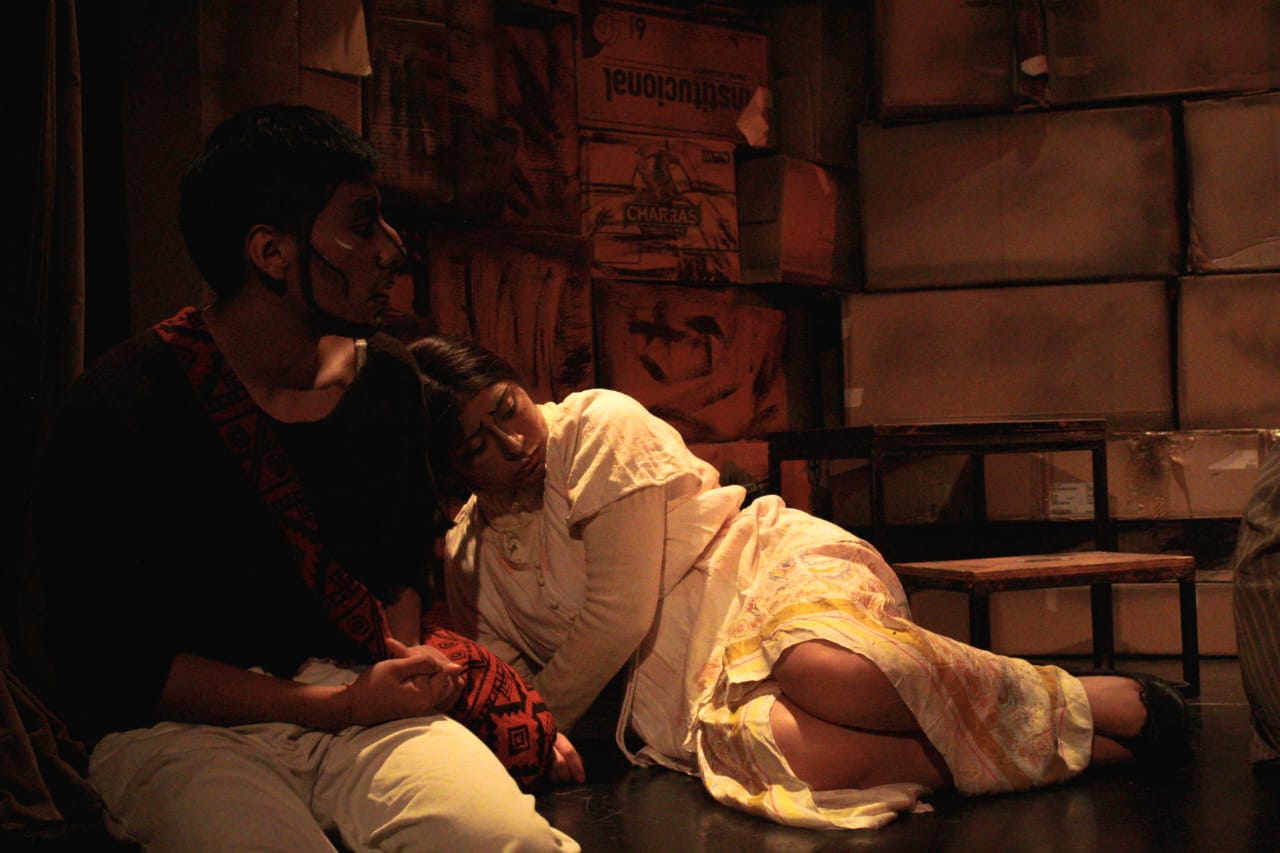
Itzel Segundo como La Mocha y Raúl (Iro) Crúz como El Tigre en una escena de Los Pepenadores

En 2025 un grupo de teatro universitario del Colegio de Literatura Dramática y Teatro de la Facultad de Filosofía y Letras  llevaron a escena una adaptación de la obra titulada "Los Pepenadores" en la que, manteniendo el espíritu original de la obra, adaptaron su argumento al contexto mexicano.